# Hans-Georg Aschenbach
Hans-Georg Aschenbach (Brotterode, 20 oktober 1951) is een voormalig Duits schansspringer.

## Carrière
Aschenbach kwam tijdens zijn carrière uit voor de Duitse Democratische Republiek. Aschenbach won in 1974 zowel de wereldtitel van de grote schans als van de kleine schans, in dat zelfde jaar won Aschenbach ook de eindoverwinning van het Vierschansentoernooi waarbij Aschenbach de wedstrijden van Oberstdorf en Innsbruck won. In 1976 behaalde Aschenbach olympische goud van de kleine schans.

## Belangrijkste resultaten

### Olympische Winterspelen
| Editie | Plaats    | Resultaten                      |
| ------ | --------- | ------------------------------- |
| 1972   | Sapporo   | 31e kleine schans               |
| 1976   | Innsbruck | kleine schans · 8e grote schans |

### Wereldkampioenschappen schansspringen
| Jaar | Plaats    | Resultaten                      |
| ---- | --------- | ------------------------------- |
| 1972 | Sapporo   | 31e kleine schans               |
| 1974 | Falun     | kleine schans · grote schans    |
| 1976 | Innsbruck | kleine schans · 8e grote schans |

### Wereldkampioenschappen skivliegen
| Jaar | Plaats     | Resultaten            |
| ---- | ---------- | --------------------- |
| 1973 | Oberstdorf | individuele wedstrijd |

### Vierschansentoernooi
| Seizoen | Klassering |
| ------- | ---------- |
| 1972    | 7e         |
| 1973    | Zilver     |
| 1974    | Goud       |